# Lijst van fictieve personen met pyrokinetische krachten
Psychokinese en telekinese komen vaak voor als superkrachten in strips, films, televisie, computerspellen, literatuur en andere vormen van populaire cultuur. 
Deze lijst geeft een overzicht van de fictieve personen met deze krachten.

## Vuur maken
Pyrokinese (van het Grieks πυρ, vuur en κίνησις, beweging) is een vermeend paranormaal vermogen om de temperatuur van een object te kunnen verhogen of vuur te maken zonder aanwijsbaar fysiek mechanisme. 
Fictieve mensen die deze gave bezitten:
- Leo Valdez: Helden van Olympus
- Blaze the Cat: Sonic the Hedgehog
- Sir Percival: Sonic the Hedgehog
- Iblis: Sonic the Hedgehog
- Morgan Rowlands: Wicca
- Maeve Riordan: Wicca
- Charlie McGee: Ogen van vuur
- Christy Jenkins: Charmed
- Tyler: Charmed
- Meredith Gordon: Heroes
- Pyro: X-Men
- Sunspot: X-Men
- Vuurmeesters: Avatar: De Legende van Aang
- Vuurmeesters: De Legende van Korra
- Bob the caretaker: The X-Files
- Piper Halliwell: Charmed
- Taranee: W.I.T.C.H.
- Human Torch: Fantastic Four
- Liz Dodden: De Kiekeboes
- Cole Stewart: The Darkest Minds
- Aelin Galathynius: Throne Of Glass
- Scorpion: Mortal Kombat

## IJs maken
- Sterre: Het Huis Anubis en de Vijf van het Magische Zwaard
- Chaos: Sonic the Hedgehog
- Iceman: X-Men,
- de Watermeesters: Avatar: De Legende van Aang en De Legende van Korra,
- Elsa (Sneeuwkoningin): Frozen